# لويس فرانسيس
لويس فرانسيس (اسمه المستعار لويس رولاند) ولد بنيفير في نيافر في 7 فبراير 1900، وتوفى بباريس في 9 نوفمبر 1959. وهو كاتب فرنسي.